# 紅塔区
紅塔区（こうとう-く）は、中華人民共和国雲南省玉渓市に位置する市轄区。

## 歴史
前109年（元封2年）に兪元県が設置される。隋代に南寧州総管府、南詔・大理時代には温富州に改編され、元代の1276年（至元13年）に新興州に改編された。1912年に新興県とされたが、広東省に新興県が存在したことから玉渓県と改称された。
1961年に県級市として玉渓市が成立した。1997年に玉渓地区と旧玉渓市が統合され地級市としての玉渓市が誕生、旧玉渓市の行政区画が紅塔区とされ現在に至る。

## 行政区画
下部に9街道、2民族郷を管轄する。
- 街道
  - 玉興路街道、鳳凰路街道、玉帯路街道、北城街道、春和街道、李棋街道、大営街街道、研和街道、高倉街道
- 民族郷
  - 小石橋イ族郷、洛河イ族郷

## 交通

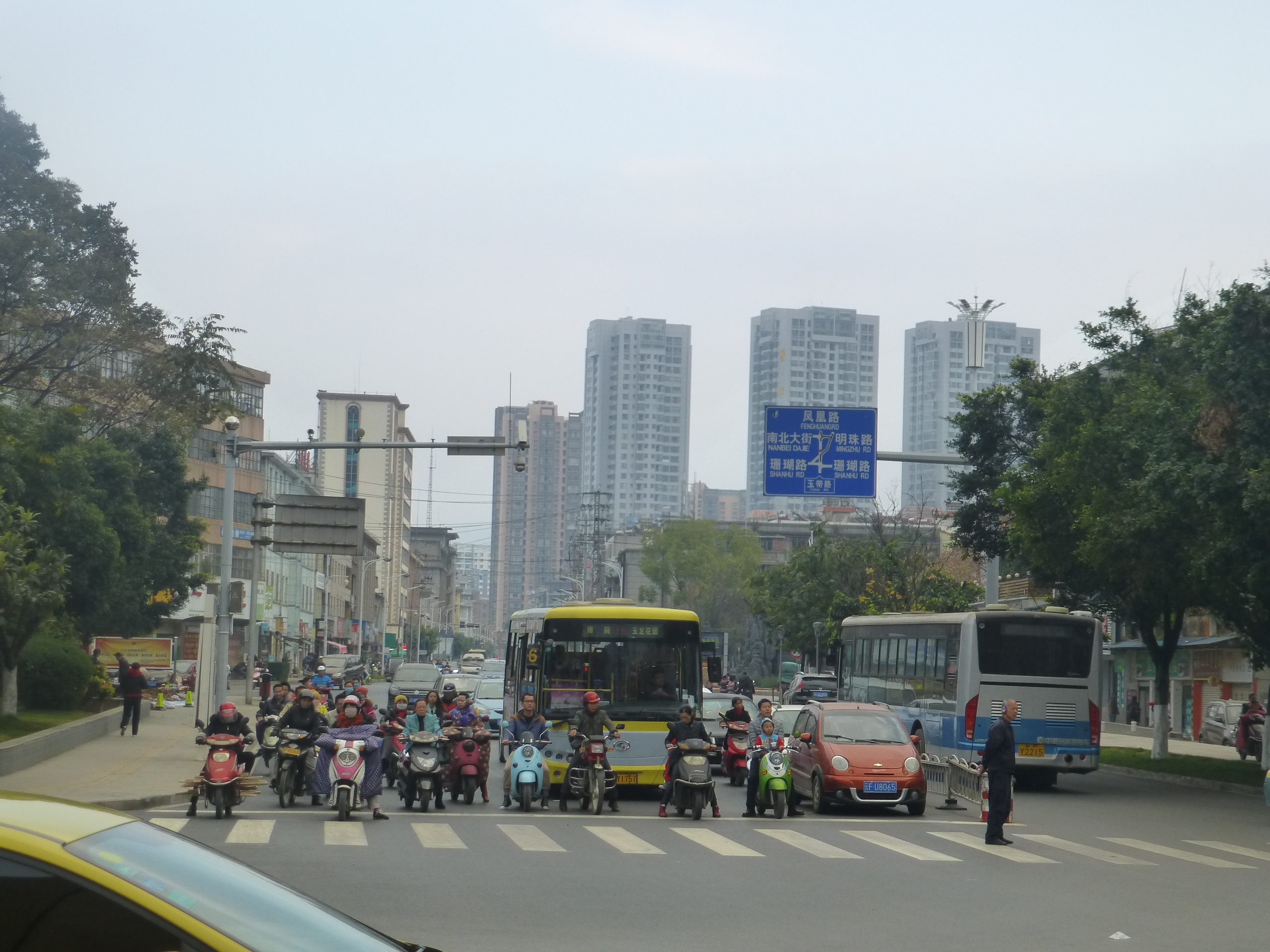
市内中心部の交通

### 鉄道
- 中国国家鉄路集団
  - 昆玉河線、玉磨線
    - 玉渓駅

### 道路
- 高速道路
  - 昆磨高速道路
  - S33 晋紅高速道路
  - S34 玉江高速道路
- 国道
  - G213国道